# Maria di Navarra

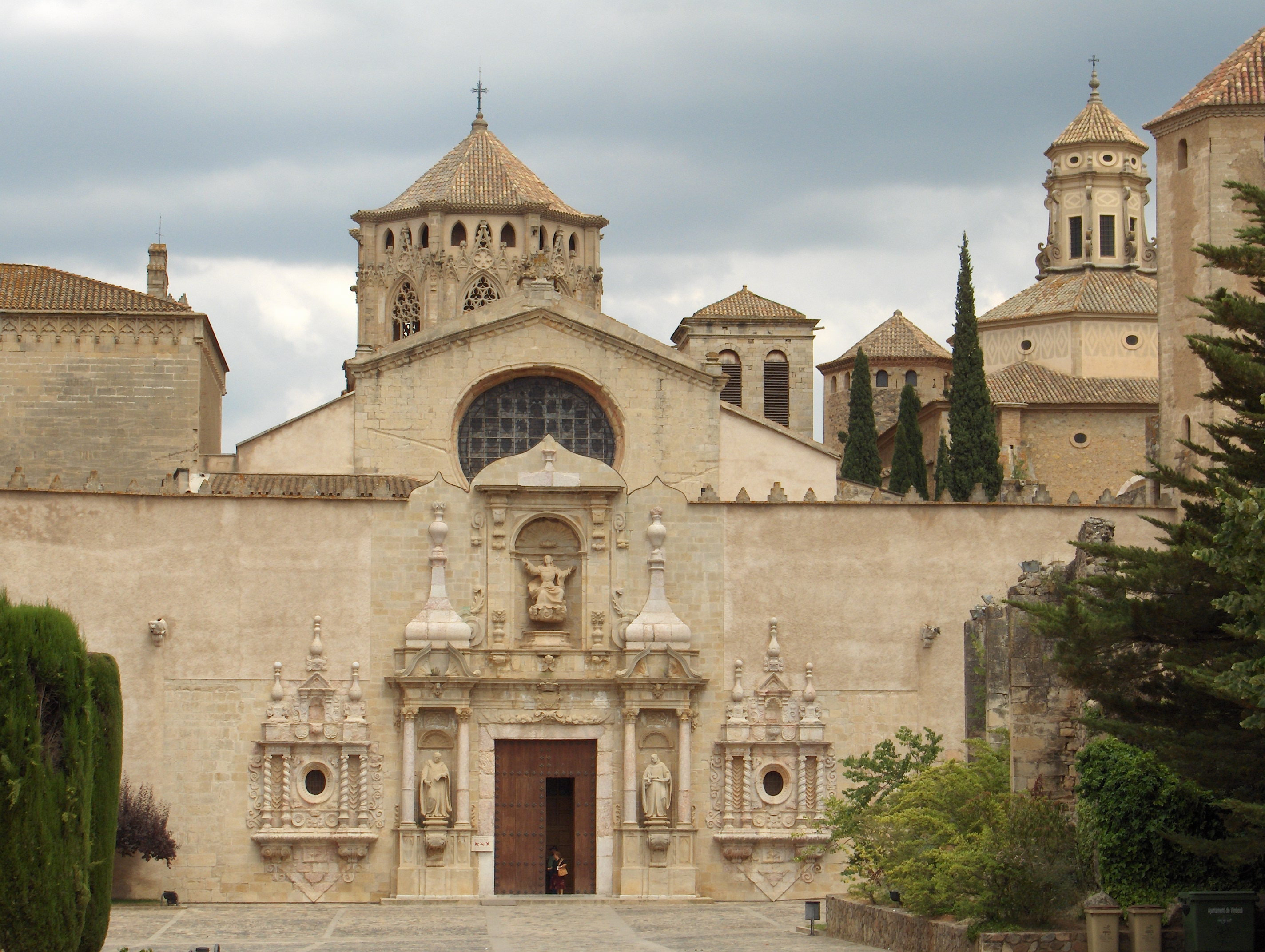
Monastero di Santa Maria di Poblet, vista frontale

Maria di Évreux o di Navarra. Maria anche in aragonese, in catalano, in portoghese, in basco, in tedesco e in fiammingo, María in spagnolo, in galiziano, in asturiano, Mary in inglese e Marie in francese (1330 – Valencia, 29 aprile 1347) fu principessa di Navarra e regina consorte di Aragona dal 1338 alla sua morte.

## Origine[2][3][4][5]
Era la figlia primogenita della regina di Navarra, Giovanna II e di suo marito, Filippo, conte di Évreux, Conte d'Angoulême e di Mortain. Maria era la sorella del re di Navarra Carlo II e della regina consorte di Francia, Bianca moglie del re Filippo VI di Francia.

## Biografia
Il 23 luglio 1338, a Alagón, Maria sposò Pietro IV di Aragona (1319 – 1387), figlio maschio secondogenito del re d'Aragona, di Valencia e di Sardegna, conte di Barcellona, di Urgell, di Empúries e delle altre contee catalane, Alfonso il Benigno e della sua prima moglie, la contessa di Urgell, Teresa di Entenza (ca. 1300 - Saragozza 1327), figlia di Gombaldo, barone di Entença e signore di Alcolea, e di Costanza d'Antillón, erede della contea di Urgell. Il contratto di matrimonio era stato stipulato il 6 gennaio 1337. Una clausola del patto matrimoniale prescriveva che se Filippo e Giovanna fossero morti senza figli maschi, il trono di Navarra sarebbe passato a donna Maria.
Da un documento datato 23 luglio 1338, si ha la conferma che Pietro (Pedro…Rey de Aragon de Valencia de Cerdennya de Corcegua e comte de Barçalona) sposò Maria (dona Maria filla del…princep e sennyor don Phelip…Rey de Navarra conte de Euroux de Engolesme de Morentayn e de Longauilla et de la…sennyora dona Johannya…Reyna del dicto Reyno).
Maria morì, a Valencia, il 29 aprile 1347, alcuni giorni dopo aver dato alla luce l'erede al trono di Aragona, Pietro, che però morì il giorno della sua nascita (11 aprile).
Maria venne tumulata a Valencia, nella chiesa di San Vincenzo. La salma fu trasferita in un secondo tempo al Monastero di Santa Maria di Poblet, in Catalogna.
Suo marito, Pietro IV, l'11 giugno di quello stesso anno, a Santarem, in seconde nozze, sposò per procura, Leonora del Portogallo (1328 – 1348),

## Discendenza[9][10][11]
Maria diede al marito quattro figli:
- Costanza d'Aragona (Poblet, 1343-Catania, 18 luglio 1363), sposò nel 1361 il re di Sicilia, Federico IV di Sicilia;
- Giovanna (Barcellona, 7 novembre 1344-Castelló d'Empúries, 1385), sposò il 19 giugno 1373, il Conte di Empúries, Giovanni I d'Empúries, figlio di Raimondo Berengario (figlio di Giacomo II di Aragona);
- Maria (1345-Montblanc, 1348);
- Pietro d'Aragona (11 aprile 1347 – morto dopo poche ore).

## Ascendenza
|                        |                       |                        | Genitori                |  |  | Nonni |  |  | Bisnonni               |  |  | Trisnonni           |  |
|                        |                       |                        |                         |  |  |       |  |  | Filippo III di Francia |  |  | Luigi IX di Francia |  |
|                        |                       |                        |                         |  |  |       |  |  | Filippo III di Francia |  |  | Luigi IX di Francia |  |
|                        |                       | Margherita di Provenza |                         |  |  |       |  |  | Filippo III di Francia |  |  |                     |  |
| Luigi d'Évreux         |                       |                        |                         |  |  |       |  |  | Filippo III di Francia |  |  |                     |  |
|                        |                       | Maria di Brabante      | Enrico III di Brabante  |  |  |       |  |  |                        |  |  |                     |  |
|                        |                       | Maria di Brabante      | Enrico III di Brabante  |  |  |       |  |  |                        |  |  |                     |  |
|                        |                       | Maria di Brabante      | Alice di Borgogna       |  |  |       |  |  |                        |  |  |                     |  |
| Filippo III di Navarra |                       | Maria di Brabante      |                         |  |  |       |  |  |                        |  |  |                     |  |
|                        |                       | Filippo d'Artois       | Roberto II d'Artois     |  |  |       |  |  |                        |  |  |                     |  |
|                        |                       | Filippo d'Artois       | Roberto II d'Artois     |  |  |       |  |  |                        |  |  |                     |  |
|                        |                       | Filippo d'Artois       | Amicie de Courtenay     |  |  |       |  |  |                        |  |  |                     |  |
| Margherita d'Artois    |                       | Filippo d'Artois       |                         |  |  |       |  |  |                        |  |  |                     |  |
|                        |                       | Bianca di Bretagna     | Giovanni II di Bretagna |  |  |       |  |  |                        |  |  |                     |  |
|                        |                       | Bianca di Bretagna     | Giovanni II di Bretagna |  |  |       |  |  |                        |  |  |                     |  |
|                        |                       | Bianca di Bretagna     | Beatrice d'Inghilterra  |  |  |       |  |  |                        |  |  |                     |  |
| Maria di Navarra       |                       | Bianca di Bretagna     |                         |  |  |       |  |  |                        |  |  |                     |  |
|                        | Filippo IV di Francia | Filippo III di Francia |                         |  |  |       |  |  |                        |  |  |                     |  |
|                        | Filippo IV di Francia | Filippo III di Francia |                         |  |  |       |  |  |                        |  |  |                     |  |
|                        | Filippo IV di Francia | Isabella d'Aragona     |                         |  |  |       |  |  |                        |  |  |                     |  |
| Luigi X di Francia     | Filippo IV di Francia |                        |                         |  |  |       |  |  |                        |  |  |                     |  |
|                        |                       | Giovanna I di Navarra  | Enrico I di Navarra     |  |  |       |  |  |                        |  |  |                     |  |
|                        |                       | Giovanna I di Navarra  | Enrico I di Navarra     |  |  |       |  |  |                        |  |  |                     |  |
|                        |                       | Giovanna I di Navarra  | Bianca d'Artois         |  |  |       |  |  |                        |  |  |                     |  |
| Giovanna II di Navarra |                       | Giovanna I di Navarra  |                         |  |  |       |  |  |                        |  |  |                     |  |
|                        |                       | Roberto II di Borgogna | Ugo IV di Borgogna      |  |  |       |  |  |                        |  |  |                     |  |
|                        |                       | Roberto II di Borgogna | Ugo IV di Borgogna      |  |  |       |  |  |                        |  |  |                     |  |
|                        |                       | Roberto II di Borgogna | Iolanda di Dreux        |  |  |       |  |  |                        |  |  |                     |  |
| Margherita di Borgogna |                       | Roberto II di Borgogna |                         |  |  |       |  |  |                        |  |  |                     |  |
|                        |                       | Agnese di Francia      | Luigi IX di Francia     |  |  |       |  |  |                        |  |  |                     |  |
|                        |                       | Agnese di Francia      | Luigi IX di Francia     |  |  |       |  |  |                        |  |  |                     |  |
|                        |                       | Agnese di Francia      | Margherita di Provenza  |  |  |       |  |  |                        |  |  |                     |  |
|                        |                       | Agnese di Francia      |                         |  |  |       |  |  |                        |  |  |                     |  |